# مایکل موریس
مایکل موریس (انگلیسی: Michael Morris؛ زادهٔ  ژانویهٔ ۱۹۵۸) کارگردان تلویزیونی، تهیه‌کننده تلویزیونی اهل بریتانیا است. وی از سال ۲۰۰۵ میلادی تاکنون مشغول فعالیت بوده‌است.
او در سال ۲۰۲۳ نخستین فیلم بلند سینمایی خود را با نام به لزلی کارگردانی کرد. و سپس فیلم بریجت جونز: دیوانه آن پسر را ساخت.